# Volker von Collande

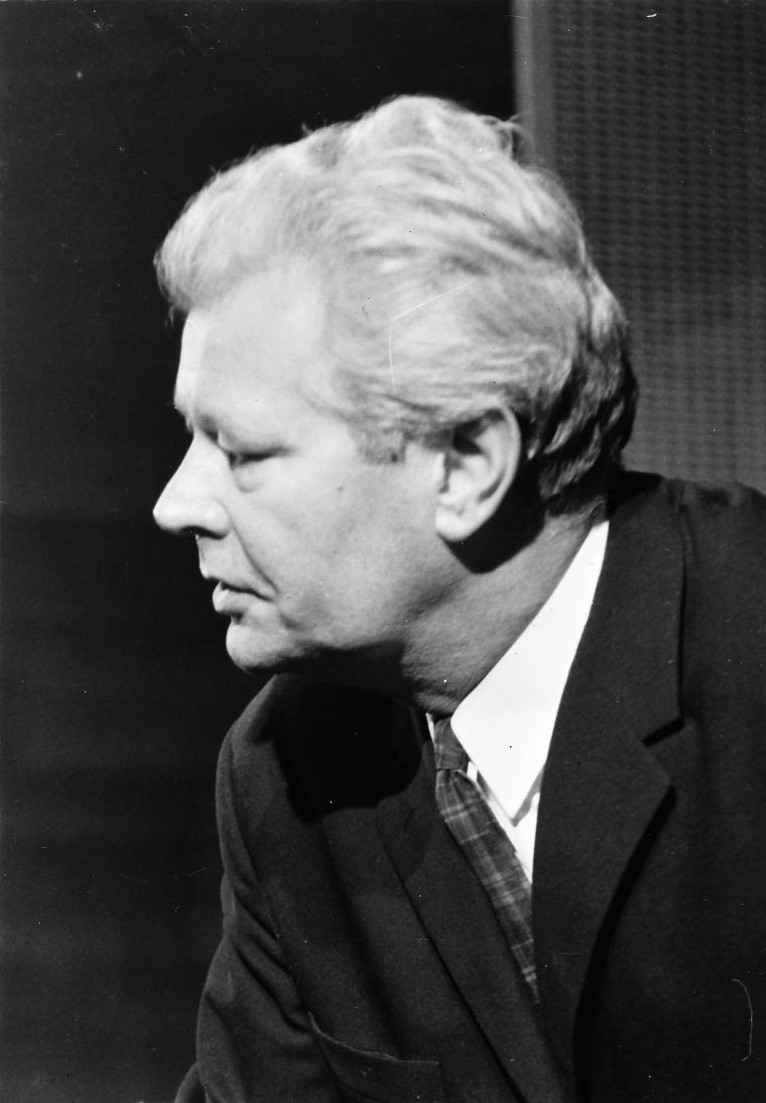
Volker von Collande, 1968

Volker Hubertus Valentin Maria von Mitschke-Collande (* 21. November 1913 in Dresden; † 29. Oktober 1990 in Hannover) war ein deutscher Schauspieler, Drehbuchautor und Regisseur.

## Familie
Volker von Collande entstammte einer schlesischen Adelsfamilie und war der Sohn des Kunstmalers Constantin von Mitschke-Collande (1884–1956) und dessen erster Ehefrau Hilde Wiecke (1892–1984), deren Vater Paul Wiecke Schauspieler und Theaterdirektor in Dresden war.
Collande heiratete in erster Ehe am 29. Oktober 1936 in Berlin-Wilmersdorf Ingeborg Hertel (* 25. Juni 1917 in Berlin), die Tochter des Ingenieurs Paul Hertel und seiner Frau Hedwig. Die Ehe wurde am 30. Juli 1938 in Berlin geschieden.

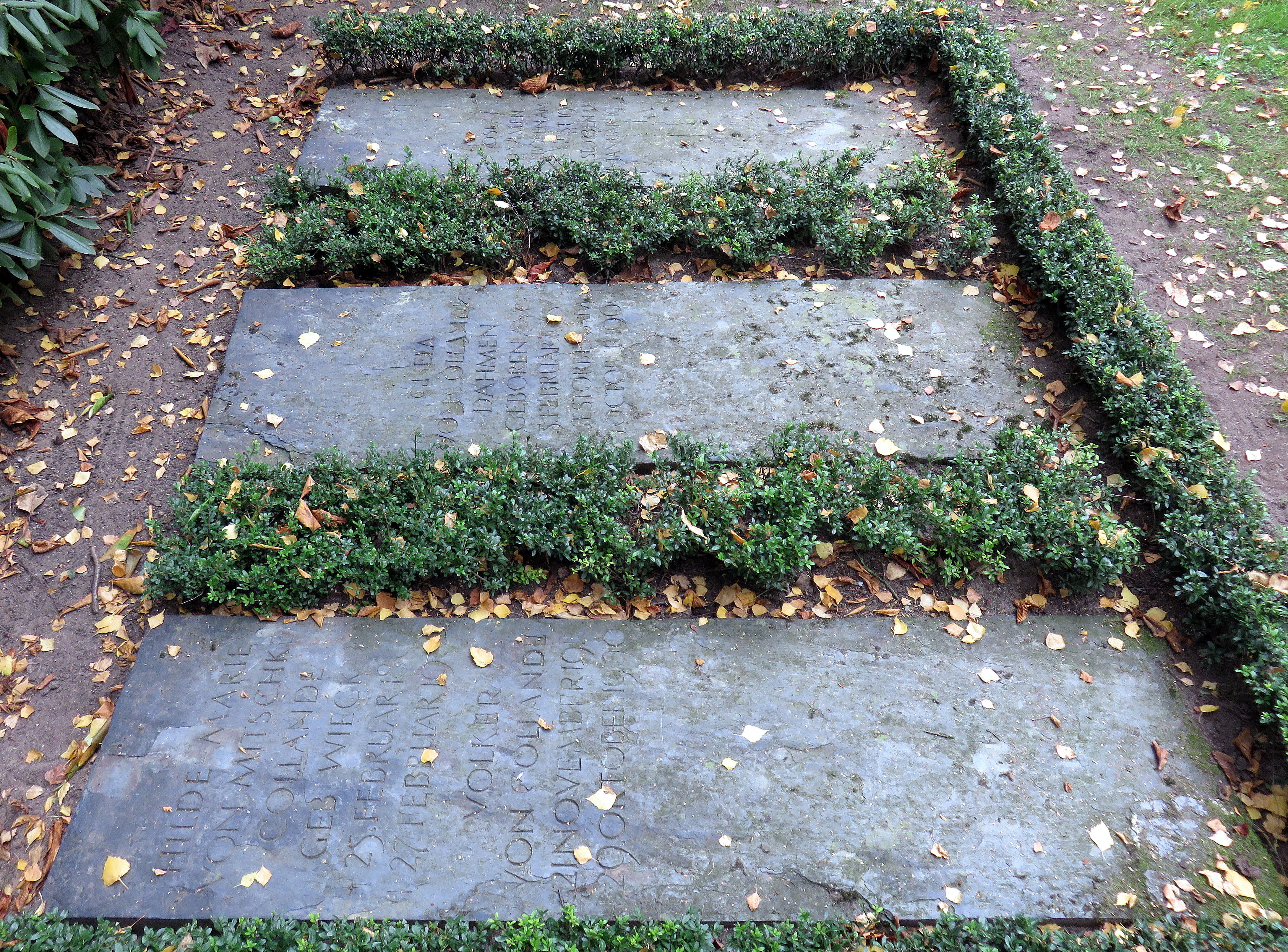
Grabensemble Collande/Dahmen mit Volker von Collande (vorn) auf dem Friedhof Ohlsdorf

In zweiter Ehe heiratete er am 13. April 1939 in Berlin-Dahlem die Tanzpädagogin Gisela Hartwig genannt von Naso (* 20. Dezember 1917 in Berlin; † 6. Februar 2008 in Frankfurt am Main), die Tochter des Schriftstellers Eckart Hartwig genannt von Naso (1888–1976), Chefdramaturg der Württembergischen Staatstheater in Stuttgart, und seiner Frau Ursula geb. von Witzendorff (1895–1945). Diese Ehe wurde am 29. November 1942 ebenfalls in Berlin geschieden.
In dritter Ehe heiratete von Collande am 28. Juni 1944 in Berlin-Charlottenburg die Ballettmeisterin Isabella Vernici (* 28. Juni 1915 in Poltawa, Ukraine; † 26. Juli 1986 in München), die Witwe des Ballett-Solotänzers Max Modler und uneheliche Tochter des Künstlers Iwan Grigorjewitsch Miassojadow mit Malwine Vernici. Die Ehe wurde am 4. April 1950 in Hamburg geschieden.
Schließlich heiratete er in vierter Ehe am 16. Dezember 1950 die Sprecherzieherin und Stimmtherapeutin Irene Nathusius (* 29. März 1928 in Hamburg, † 2018), Tochter des Kaufmanns Walter Berthold Nathusius und der Gerda Maria Schurig. Die gemeinsame Tochter Nora von Collande ist ebenfalls Schauspielerin und Autorin.
Auch seine Schwester Gisela von Collande (1915–1960) war eine bekannte Schauspielerin.
Volker von Collande wurde auf dem Friedhof Ohlsdorf beigesetzt bei Planquadrat AC 11 nahe Stiller Weg und Riedemann-Mausoleum.

## Leben
Collande machte zunächst eine Maurerlehre und absolvierte danach ein Architektur-Studium an der Staatsbauschule Dresden. Erst danach nahm er Schauspielunterricht und debütierte 1933 im Deutschen Theater Berlin als Valentin in Faust. Im selben Jahr begann er als Regieassistent und Radiosprecher in Stuttgart. Bereits zum 1. September 1932 war Collande der NSDAP beigetreten (Mitgliedsnummer 1.319.361).
In den Folgejahren arbeitete er als Theaterschauspieler in Berlin und ab 1947 in Saarbrücken sowie in den 1950er Jahren am Deutschen Schauspielhaus in Hamburg.
Daneben wirkte er seit 1933 als Darsteller in über 30 Spielfilmen, als Drehbuchautor sowie als Regisseur von Filmen und Hörspielen. Besonders populär wurde der von ihm gedrehte Spielfilm Hochzeit auf Immenhof (1956). Später arbeitete er als Theaterintendant am Theater Freiburg, am Theater Regensburg und am Theater Wolfsburg und war als Kulturberater der Volkswagen AG tätig.

## Filmografie

### Darsteller
- 1933: Rivalen der Luft
- 1934: Die Wunderschießbude
- 1935: Der Uhrenladen
- 1934: Hermine und die sieben Aufrechten
- 1935: Der Student von Prag
- 1935: Der höhere Befehl
- 1936: Verräter
- 1936: Waldwinter
- 1936: Donner, Blitz und Sonnenschein
- 1937: Togger
- 1937: Das Ehesanatorium
- 1937: Kapriolen
- 1938: Schwarzfahrt ins Glück
- 1938: Eine Frau kommt in die Tropen
- 1938: Ziel in den Wolken
- 1939: Der Vorhang fällt
- 1939: Eine Frau wie Du
- 1939: Ihr erstes Erlebnis
- 1940: Ein Polterabend
- 1940: Männerwirtschaft
- 1940: Die schwedische Nachtigall
- 1941: Kopf hoch, Johannes!
- 1943: Ein schöner Tag
- 1943: Wildvogel
- 1949: Absender unbekannt
- 1949: Dreizehn unter einem Hut
- 1950: Des Lebens Überfluß
- 1951: Unvergängliches Licht
- 1951: Wildwest in Oberbayern
- 1953: Duell der Herzen
- 1954: Rittmeister Wronski
- 1955: Zwischen den Zügen (TV)
- 1959: Der Mann im Manne (TV)
- 1965: Das Kriminalmuseum (TV-Serie) – Der Brief
- 1987: Weiberwirtschaft (TV-Serie)

### Regie
- 1942: Zwei in einer großen Stadt (auch Co-Drehbuch)
- 1942: Das Bad auf der Tenne (auch Co-Drehbuch)
- 1942: Fritze Bollmann wollte angeln
- 1943/44: Eine kleine Sommermelodie (UA: 1982, auch Darsteller)
- 1950: Insel ohne Moral (auch Co-Drehbuch)
- 1950: Kaspers Reise um die Welt
- 1951: Hätt'ste, hätt'ste (Kurz-Dokumentarfilm)
- 1952: Ich warte auf Dich (auch Co-Drehbuch)
- 1954: Ein Mann vergißt die Liebe
- 1955: Die letzte Nacht der Titanic (TV)
- 1955: Der Glücksbringer (Industriefilm)
- 1956: Die Tochter
- 1956: Hochzeit auf Immenhof
- 1959: Gesucht wird Mörder X
- 1961: Staatsaffairen (TV)
- 1965: Afrika tanzt (Dokumentarfilm, Co-Regie)